# Waldemar Jaskulski
Waldemar Jaskulski (ur. 23 kwietnia 1967 w Sępólnie Krajeńskim) – polski piłkarz występujący na pozycji obrońcy, reprezentant Polski.

## Kariera klubowa
Karierę rozpoczął w klubie Gryf Sępólno Krajeńskie. Następnie grał w Chemiku Bydgoszcz, Chemiku Police, Pogoni Szczecin i Widzewie Łódź, dokąd został wypożyczony ze Szczecina.
W 1996 wyjechał do Belgii, gdzie grał w zespołach Standard Liège oraz RFC Liège. Po powrocie do kraju w 2001 zdecydował się reprezentować barwy kolejno RKS Radomsko i KP Police. Po sezonie 2001/02 zakończył karierę.
Swój debiutancki mecz w ekstraklasie rozegrał jako zawodnik Pogoni 8 sierpnia 1992. W sumie wystąpił w 116 spotkaniach, zdobył 7 goli.
W 1996 w barwach Widzewa zdobył mistrzostwo Polski.
Ma córkę Joannę (ur. 1994) i syna Michała (ur. 1998).

## Kariera międzynarodowa
W reprezentacji narodowej wystąpił w trzynastu meczach i strzelił jedną bramkę, w 78 min. towarzyskiego meczu z Litwą (15 marca 1995), ustalając wynik spotkania na 4:1.
Debiutował 27 października 1993 w przegranym meczu z Turcją w Stambule (1:2).
| Lp. | Data                 | Miejsce                 | Przeciwnik  | Rezultat | Rozgrywki       | Grał   | Uwagi        |
| --- | -------------------- | ----------------------- | ----------- | -------- | --------------- | ------ | ------------ |
| 1.  | 27 października 1993 | Stambuł                 | Turcja      | 1-2      | elim. MŚ 1994   | od 77' |              |
| 2.  | 9 lutego 1994        | Santa Cruz de Tenerife  | Hiszpania   | 1-1      | towarzyski      | od 72' | Żółta kartka |
| 3.  | 12 października 1994 | Mielec                  | Azerbejdżan | 1-0      | elim. Euro 1996 | 90'    |              |
| 4.  | 16 listopada 1994    | Zabrze                  | Francja     | 0-0      | elim. Euro 1996 | 90'    |              |
| 5.  | 15 marca 1995        | Ostrowiec Świętokrzyski | Litwa       | 4-1      | towarzyski      | do 82' | Gol          |
| 6.  | 29 marca 1995        | Bukareszt               | Rumunia     | 1-2      | elim. Euro 1996 | do 73' | 73'          |
| 7.  | 7 czerwca 1995       | Zabrze                  | Słowacja    | 5-0      | elim. Euro 1996 | do 72' | Żółta kartka |
| 8.  | 29 czerwca 1995      | Recife                  | Brazylia    | 1-2      | towarzyski      | 90'    | Żółta kartka |
| 9.  | 6 września 1995      | Zabrze                  | Rumunia     | 0-0      | elim. Euro 1996 | 90'    |              |
| 10. | 15 listopada 1995    | Trabzon                 | Azerbejdżan | 0-0      | elim. Euro 1996 | 90'    |              |
| 11. | 19 lutego 1996       | Hongkong                | Japonia     | 0-5      | towarzyski      | 90'    | Żółta kartka |
| 12. | 28 lutego 1996       | Rijeka                  | Chorwacja   | 1-2      | towarzyski      | 90'    | kpt.         |
| 13. | 2 czerwca 1996       | Moskwa                  | Rosja       | 0-2      | towarzyski      | od 46' |              |